# Foglie di ulivo
Le foglie di ulivo sono un tipo di pasta diffuso in Liguria, Toscana, Campania e Puglia.

## Descrizione
Il loro nome è dovuto alla forma allungata e schiacciata al centro similmente alle orecchiette, che richiama le foglie dell'ulivo: una pianta che è diffusa in diverse regioni italiane. Il loro aspetto, così come la loro ruvidità all'interno, permette di assorbire il sapore del condimento con cui vengono abbinate. Ne esistono due formati: uno semplice e uno con degli spinaci nell'impasto che gli conferiscono un colore verde.
Oltre a essere spesso consumate con sughi a base di pomodoro come il ragù, le foglie di ulivo sono ideali da consumare con condimenti tra cui paté, funghi e panna.